# Les Cinq Diables
Les Cinq Diables è un film francese del 2022 diretto da Léa Mysius. È conosciuto anche con il titolo internazionale The Five Devils.

## Trama
Vicky Soler è una bambina solitaria di 8 anni che vive con il padre Jimmy e la madre Joanne, insegnante presso la scuola di nuoto Les Cinq Diables. Vicky è dotata di una caratteristica che la rende unica: un olfatto incredibilmente sviluppato. È in grado di riconoscere qualsiasi profumo e anche di catturarlo, riponendolo in barattoli etichettati. Cattura anche il profumo della madre, con la quale ha un ottimo rapporto. L'arrivo in casa della zia Julia, sorella del padre, appena uscita di prigione, è occasione per lei di esplorare percorsi sconosciuti e magici, che la porteranno a conoscere a fondo sé stessa e le persone che le stanno vicino.

## Distribuzione
Il film venne presentato in anteprima nella sezione Quinzaine des Réalisateurs del Festival di Cannes il 23 maggio 2022.
È uscito nelle sale francesi il 31 agosto 2022.

## Riconoscimenti
- 2023 – 
Festival di Dublino - Miglior regia a Léa Mysious
- 2023 - Candidatura al Premio César per i migliori effetti visivi